# Серіате
Серіате (італ. Seriate) — муніципалітет в Італії, у регіоні Ломбардія,  провінція Бергамо.
Серіате розташоване на відстані близько 480 км на північний захід від Рима, 50 км на північний схід від Мілана, 4 км на схід від Бергамо.
Населення — 25 276 осіб (2014).
Щорічний фестиваль відбувається останньої неділі вересня. Покровитель — Santissimo Redentore.

## Демографія
Населення за роками:

Станом на 1 січня 2023 року в муніципалітеті офіційно проживало 3379 іноземців з 89 країн, серед них 662 громадяни країн Євросоюзу та 251 громадянин України.

## Сусідні муніципалітети
- Альбано-Сант'Алессандро
- Баньятіка
- Бергамо
- Брузапорто
- Кальчинате
- Кавернаго
- Горле
- Грассоббіо
- Оріо-аль-Серіо
- Педренго